# Între viață și moarte
Între viață și moarte (în engleză Bringing Out the Dead) este o dramă psihologică din 1999 regizată de Martin Scorsese în baza unui scenariu de Paul Schrader inspirat de lucrarea publicată sub același nume de Joe Connelly⁠(d). Filmul îi are în rolurile principale pe Nicolas Cage, Patricia Arquette, John Goodman, Ving Rhames și Tom Sizemore. Între viață și moarte a fost lansat pe 22 octombrie 1999 în Statele Unite. A fost - alături de Sleepy Hollow - ultimul film lansat pe laser disc⁠(d) în Statele Unite.

## Intriga
La începutul anilor 1990 în Manhattan, Frank Pierce este un paramedic epuizat care lucrează în tura de noapte⁠(d) alături de diferiți colegi.
Epuizat și deprimat, Frank nu a salvat niciun pacient în ultimele luni și începe să vadă spiritele celor pierduți, în special cel al unei adolescente fără adăpost pe nume Rose a cărei față apare pe trupurile celorlalți. Frank și partenerul său Larry ajung la familia unui bărbat pe nume Burke care a suferit un stop cardiac. Frank se împrietenește cu fiica devastată a domnului Burke, Mary, o fostă consumatoare de droguri. Acesta descoperă că Mary este prietenă din copilărie cu Noel, un delicvent cu leziuni cerebrale cauzate de consumul de droguri care este des internat în spital.
După câteva cazuri minore, cei doi sunt contactați de martorii unui schimb de focuri care a produs victime. În timp ce-l stabilizează, Frank observă cum două flacoane ale drogului intitulat „Moartea Roșie” - o nouă formă de heroină care domină străzile din New York City - cad din mâneca victimei, iar acesta conștientizează că schimbul de focuri a avut loc între bande rivale. În timp ce este transportat la spital, victima regretă că s-a implicat în traficul de droguri, însă moare înainte să ajungă la spital.
A doua zi, Frank activează pe ambulanță alături de un alt partener, Marcus, un om excentric și religios. Aceștia sunt chemați la un club goth unde o persoană suferă un stop cardiac. Frank susține însă că simptomele sunt cele ale unei supradoze cu noul drog Moartea Roșie. În timp ce Frank îl injectează pacientului naloxonă, Marcus inițiază un cerc de rugăciune⁠(d) în jurul victimei împreună cu ceilalți martori și în timp ce predică, victima devine conștientă.
Pe drum către spital, Frank intră în clădirea în care locuiește Mary pentru a-i transmite că starea tatălui ei se îmbunătățește. Cei doi răspund apoi la apelul unui tânăr portorican a cărui iubită e pe cale să nască gemeni în ciuda afirmațiilor sale că amândoi sunt virgini și că nașterea este un miracol. Frank și Marcus îi duc pe aceștia la spital, unde cel din urmă o duce pe mamă și pe nou-născutul sănătos la maternitate, iar Frank și ceilalți asistenți aplică manevre de resuscitare pe celălalt, însă fără succes. După acest caz, într-un moment de deznădejde, cei doi încep să consume alcool și provoacă un accident.
În dimineața următoare, Frank vede o Mary stresată părăsind spitalul și o urmează într-o clădire de apartamente; Mary îi spune lui Frank că va merge în vizită la un prieten, iar acesta o conduce în apartament. După un timp, Frank decide să intre și descoperă că în locuință se face trafic de droguri⁠(d). Aceasta este gestionată de un traficant prietenos pe nume Cy Coates. Frank conștientizează că Mary a început să consume din nou droguri din cauza stării tatălui ei și încearcă să o convingă să plece, fiind descurajat de Cy care îi oferă niște pastile.
Într-un alt moment de deznădejde, Frank înghite drogurile și începe să halucineze, văzând numeroase spirite ale pacienților săi și momentul în care a încercat să o salveze pe Rose. Când își revine, o scoate pe Mary din clădire. În timp ce îl vizitează pe Burke aflat în comă, Frank îi aude vocea în minte care îi cere să-l lase să moară, însă acesta decide să-l resusciteze.
În cea de-a treia tură de noapte, Frank lucrează alături de Tom Wolls, un om entuziast cu porniri violente. Din acest moment, Frank începe treptat să-și piardă mințile. În timp ce ajută un consumator de droguri cu tendințe suicidare, Frank reușește să-l sperie pe pacient care o ia la fugă. Cei doi sunt chemați în locuința lui Cy unde a avut loc un schimb de focuri și îl descoperă pe acesta înfipt într-o balustradă de pe marginea clădirii. Frank îl ține și vorbește cu el în timp ce serviciile de urgență taie balustrada. Acesta îi mulțumește lui Frank că i-a salvat viața, Cy fiind primul pacient pe care l-a salvat în ultimele luni.
După această întâmplare, Frank îl ajută pe Tom să-l bată pe Noel, însă într-un moment de neatenție, Noel fuge în subsolul caselor. În timp ce-l urmăresc, Frank începe să aibă din nou halucinații și își revine exact în momentul în care Tom îl bate pe Noel cu o bâtă de baseball. Când îl vizitează pentru a doua oară pe domnul Burke, vocea acestuia îi apare din nou în minte, rugându-l să-l lase să moară. Frank îl deconectează de la aparat - fapt care îi provoacă un stop cardiac - și acesta moare. La scurt timp după, Frank merge la apartamentul lui Mary și îi aduce la cunoștință că tatăl ei a încetat din viață, iar aceasta pare să accepte situația. Frank este invitat înăuntru unde adoarme lângă Mary.

## Distribuție
- Nicolas Cage - Frank Pierce
- Patricia Arquette - Mary Burke
- John Goodman - Larry
- Ving Rhames - Marcus
- Tom Sizemore - Tom Wolls
- Marc Anthony - Noel
- Cliff Curtis - Cy Coates
- Nestor Serrano⁠(d) - doctorul Hazmat
- Afemo Omilami⁠(d) - Griss
- Mary Beth Hurt⁠(d) - asistenta Constance
- Aida Turturro⁠(d) - asistenta Crupp
- Phyllis Somerville⁠(d) - domnul Burke
- Sonja Sohn⁠(d) - Kanita
- Michael K. Williams⁠(d) - traficant de droguri
- Martin Scorsese - vocea dispecerului (masculin)
- Queen Latifah - vocea dispecerului (feminin)/Love
- Judy Reyes⁠(d) - asistentă ICU